# Llista d'especialitats 31 de la Nomenclatura de la UNESCO
Llista d'especialitats del camp 31 (Ciències Agronòmiques) de la Nomenclatura de la UNESCO:
| Disciplina                                      | Codi      | Especialitat                                             |
| ----------------------------------------------- | --------- | -------------------------------------------------------- |
| 3101 Agroquímica                                | 3101.01   | Productes làctics                                        |
| 3101 Agroquímica                                | 3101.02   | Fabricació d'adobs                                       |
| 3101 Agroquímica                                | 3101.03   | Utilització d'adobs                                      |
| 3101 Agroquímica                                | 3101.04   | Productes de la pesca                                    |
| 3101 Agroquímica                                | 3101.05   | Fungicides (vegeu 3108.05)                               |
| 3101 Agroquímica                                | 3101.06   | Herbicides (vegeu 3103.15)                               |
| 3101 Agroquímica                                | 3101.07   | Insecticides (vegeu 2413)                                |
| 3101 Agroquímica                                | 3101.08   | Productes agrícoles no alimentaris                       |
| 3101 Agroquímica                                | 3101.09   | Plaguicida                                               |
| 3101 Agroquímica                                | 3101.10   | Reguladors del creixement de les plantes (vegeu 2417.15) |
| 3101 Agroquímica                                | 3101.99   | Altres (especifiqueu)                                    |
| 3102 Enginyeria Agrícola                        | 3102.01   | Maquinària agrícola (vegeu 3313.06)                      |
| 3102 Enginyeria Agrícola                        | 3102.02   | Sanejament (vegeu 3305.08)                               |
| 3102 Enginyeria Agrícola                        | 3102.03   | Construccions agropecuàries (vegeu 3305.06)              |
| 3102 Enginyeria Agrícola                        | 3102.04   | Màquines (vegeu 3313.06)                                 |
| 3102 Enginyeria Agrícola                        | 3102.05   | Irrigació (vegeu 3305.19)                                |
| 3102 Enginyeria Agrícola                        | 3102.99   | Altres (especifiqueu)                                    |
| 3103 Agronomia (vegeu 2417 i 5312.01)           | 3103.01   | Producció de conreus                                     |
| 3103 Agronomia (vegeu 2417 i 5312.01)           | 3103.02   | Hibridació de conreus                                    |
| 3103 Agronomia (vegeu 2417 i 5312.01)           | 3103.03   | Explotació de conreus                                    |
| 3103 Agronomia (vegeu 2417 i 5312.01)           | 3103.04   | Protecció de conreus                                     |
| 3103 Agronomia (vegeu 2417 i 5312.01)           | 3103.05   | Enginyeria de conreu                                     |
| 3103 Agronomia (vegeu 2417 i 5312.01)           | 3103.06   | Camps                                                    |
| 3103 Agronomia (vegeu 2417 i 5312.01)           | 3103.07   | Conreus farratgers                                       |
| 3103 Agronomia (vegeu 2417 i 5312.01)           | 3103.08   | Gestió de la producció vegetal                           |
| 3103 Agronomia (vegeu 2417 i 5312.01)           | 3103.09   | Conreu de plantes ornamentals                            |
| 3103 Agronomia (vegeu 2417 i 5312.01)           | 3103.10   | Pastures                                                 |
| 3103 Agronomia (vegeu 2417 i 5312.01)           | 3103.11   | Llavors                                                  |
| 3103 Agronomia (vegeu 2417 i 5312.01)           | 3103.12   | Comportament del sòl en conreus rotatoris(vegeu 2511)    |
| 3103 Agronomia (vegeu 2417 i 5312.01)           | 3103.13   | Fertilitat del sòl (vegeu 2511)                          |
| 3103 Agronomia (vegeu 2417 i 5312.01)           | 3103.14   | Gespa                                                    |
| 3103 Agronomia (vegeu 2417 i 5312.01)           | 3103.15   | Control de males herbes (vegeu 3101.06)                  |
| 3103 Agronomia (vegeu 2417 i 5312.01)           | 3103.90   | Propagació de vegetals                                   |
| 3103 Agronomia (vegeu 2417 i 5312.01)           | 3103.91   | Ús combinat d'aigua i fertilitzants                      |
| 3103 Agronomia (vegeu 2417 i 5312.01)           | 3103.99   | Altres (especifiqueu)                                    |
| 3104 Producció Animal                           | 3104.01   | Apicultura                                               |
| 3104 Producció Animal                           | 3104.02   | Bovins                                                   |
| 3104 Producció Animal                           | 3104.03   | Cria                                                     |
| 3104 Producció Animal                           | 3104.04   | Cura i explotació                                        |
| 3104 Producció Animal                           | 3104.05   | Equins                                                   |
| 3104 Producció Animal                           | 3104.06   | Nutrició (vegeu 3309.02)                                 |
| 3104 Producció Animal                           | 3104.07   | Ovins                                                    |
| 3104 Producció Animal                           | 3104.08   | Porcins                                                  |
| 3104 Producció Animal                           | 3104.09   | Avicultura                                               |
| 3104 Producció Animal                           | 3104.10   | Productes                                                |
| 3104 Producció Animal                           | 3104.11   | Reproducció                                              |
| 3104 Producció Animal                           | 3104.12   | Selecció                                                 |
| 3104 Producció Animal                           | 3104.13   | Sericultura                                              |
| 3104 Producció Animal                           | 3104.14   | Lombricultura                                            |
| 3104 Producció Animal                           | 3104.90   | Sistemes de producció ramadera                           |
| 3104 Producció Animal                           | 3104.99   | Altres (especifiqueu)                                    |
| 3105 Peixos i fauna silvestre (vegeu 5312.01)   | 3105.01   | Reglamentació i control                                  |
| 3105 Peixos i fauna silvestre (vegeu 5312.01)   | 3105.02   | Piscicultura                                             |
| 3105 Peixos i fauna silvestre (vegeu 5312.01)   | 3105.03   | Localització                                             |
| 3105 Peixos i fauna silvestre (vegeu 5312.01)   | 3105.04   | Protecció dels peixos                                    |
| 3105 Peixos i fauna silvestre (vegeu 5312.01)   | 3105.05   | Processos dels peixos                                    |
| 3105 Peixos i fauna silvestre (vegeu 5312.01)   | 3105.06   | Tècniques de pesca                                       |
| 3105 Peixos i fauna silvestre (vegeu 5312.01)   | 3105.07   | Hàbits alimentaris                                       |
| 3105 Peixos i fauna silvestre (vegeu 5312.01)   | 3105.08   | Caça                                                     |
| 3105 Peixos i fauna silvestre (vegeu 5312.01)   | 3105.09   | Influència de l'hàbitat                                  |
| 3105 Peixos i fauna silvestre (vegeu 5312.01)   | 3105.10   | Dinàmica de les poblacions                               |
| 3105 Peixos i fauna silvestre (vegeu 5312.01)   | 3105.11   | Propagació i ordenació                                   |
| 3105 Peixos i fauna silvestre (vegeu 5312.01)   | 3105.12   | Ordenació i conservació de la fauna silvestre            |
| 3105 Peixos i fauna silvestre (vegeu 5312.01)   | 3105.13   | Aqüicultura                                              |
| 3105 Peixos i fauna silvestre (vegeu 5312.01)   | 3105.99   | Altres (especifiqueu)                                    |
| 3106 Ciència Forestal (vegeu 3312.13 i 5312.01) | 3106.01   | Conservació                                              |
| 3106 Ciència Forestal (vegeu 3312.13 i 5312.01) | 3106.02   | Conreu de boscos                                         |
| 3106 Ciència Forestal (vegeu 3312.13 i 5312.01) | 3106.03   | Control de l'erosió                                      |
| 3106 Ciència Forestal (vegeu 3312.13 i 5312.01) | 3106.04   | Ordenació de la muntanya                                 |
| 3106 Ciència Forestal (vegeu 3312.13 i 5312.01) | 3106.05   | Productes                                                |
| 3106 Ciència Forestal (vegeu 3312.13 i 5312.01) | 3106.06   | Protecció                                                |
| 3106 Ciència Forestal (vegeu 3312.13 i 5312.01) | 3106.07   | Ordenació de pastures                                    |
| 3106 Ciència Forestal (vegeu 3312.13 i 5312.01) | 3106.08   | Silvicultura                                             |
| 3106 Ciència Forestal (vegeu 3312.13 i 5312.01) | 3106.09   | Ordenació dels rius                                      |
| 3106 Ciència Forestal (vegeu 3312.13 i 5312.01) | 3106.99   | Altres (especifiqueu)                                    |
| 3107 Horticultura                               | 3107.01   | Producció de conreus                                     |
| 3107 Horticultura                               | 3107.02   | Tècniques de conreu                                      |
| 3107 Horticultura                               | 3107.03   | Floricultura                                             |
| 3107 Horticultura                               | 3107.04   | Fructicultura                                            |
| 3107 Horticultura                               | 3107.05   | Hibridació                                               |
| 3107 Horticultura                               | 3107.06   | Hortalisses                                              |
| 3107 Horticultura                               | 3107.99   | Altres (especifiqueu)                                    |
| 3108 Fitopatologia (vegeu 2417.09)              | 3108.01   | Eubacteris                                               |
| 3108 Fitopatologia (vegeu 2417.09)              | 3108.02   | Control biològic de malalties                            |
| 3108 Fitopatologia (vegeu 2417.09)              | 3108.03   | Control químic de malalties                              |
| 3108 Fitopatologia (vegeu 2417.09)              | 3108.04   | Control ambiental de malalties                           |
| 3108 Fitopatologia (vegeu 2417.09)              | 3108.05   | Fongs (vegeu 2414.06)                                    |
| 3108 Fitopatologia (vegeu 2417.09)              | 3108.06   | Nematodes                                                |
| 3108 Fitopatologia (vegeu 2417.09)              | 3108.07   | Fisiogènesi                                              |
| 3108 Fitopatologia (vegeu 2417.09)              | 3108.08   | Susceptibilitat i resistència vegetal                    |
| 3108 Fitopatologia (vegeu 2417.09)              | 3108.09   | Virus (vegeu 2420)                                       |
| 3108 Fitopatologia (vegeu 2417.09)              | 3108.99   | Altres (especifiqueu)                                    |
| 3109 Cièncias Veterinàries (vegeu 2401)         | 3109.01   | Anatoma (vegeu 2401.01)                                  |
| 3109 Cièncias Veterinàries (vegeu 2401)         | 3109.02   | Genètica (vegeu 2401.08)                                 |
| 3109 Cièncias Veterinàries (vegeu 2401)         | 3109.03   | Immunologia (vegeu 2412)                                 |
| 3109 Cièncias Veterinàries (vegeu 2401)         | 3109.04   | Medicina interna (vegeu 3205)                            |
| 3109 Cièncias Veterinàries (vegeu 2401)         | 3109.05   | Microbiologia (vegeu 2414)                               |
| 3109 Cièncias Veterinàries (vegeu 2401)         | 3109.06   | Nutrició (vegeu 3206)                                    |
| 3109 Cièncias Veterinàries (vegeu 2401)         | 3109.06-1 | Remugants                                                |
| 3109 Cièncias Veterinàries (vegeu 2401)         | 3109.07   | Patologia (vegeu 2401.11)                                |
| 3109 Cièncias Veterinàries (vegeu 2401)         | 3109.08   | Farmacologia (vegeu 3209)                                |
| 3109 Cièncias Veterinàries (vegeu 2401)         | 3109.09   | Fisiologia (vegeu 2401.13)                               |
| 3109 Cièncias Veterinàries (vegeu 2401)         | 3109.10   | Cirurgia (vegeu 3213)                                    |
| 3109 Cièncias Veterinàries (vegeu 2401)         | 3109.11   | Virologia (vegeu 2420)                                   |
| 3109 Cièncias Veterinàries (vegeu 2401)         | 3109.99   | Altres (especifiqueu)                                    |
| 3199 Altres especialitats agrícoles             |           |                                                          |